# Hanus G. Johansen
Hanus G. Johansen, (også kendt som Hanus G.) (18. juni 1950 i Klaksvík) er en færøsk sanger, komponist og guitarspiller. Han er bl.a. kendt for at have komponeret melodier til flere af Poul F. Joensen's digte og derefter udgivet sangene, som han selv synger. Han har hidtil udgivet tre musikudgivelser med digte af Poul F., den første var et kasettebånd med titlen Gaman og álvara (Spøg og alvor), som udkom i 1988, og igen som CD i 2008. Den anden var Hørpuspælarin (Harpespilleren) fra 2010 og den tredje var Á fold eru túsund gudar (På jorden er der tusinde gude) fra 2012. I 2010 og 2012 blev han nomineret til Planet Awards, i 2010 i to kategorier: Bedste album og Bedste artist og i 2012 i kategorien Bedste artist. I januar 2013 fik han tildelt en livslang ydelse fra det færøske Kulturministerium på 20.000 kr. om året, prisen kaldes Sømdargáva landsins

## Diskografi
- Á fold eru túsund gudar - Digte af Poul F. Joensen, Hanus G. Johansen har komponeret og synger. Udgivet den 18. november 2012 på Poul F. Joensen's fødselsdag.
- Hørpuspælarin 2010 Hanus syngur Poul F.
- "Eitt blað eg á kann skriva", Juni 2010, EP med egne kompositioner, digte af Hans Jákup Glerfoss. CD'en blev udgivet samme dag som Hanus G. fyldte 60 år ved en sammenkomst i Norðurlandahúsið (Nordens Hus i Tórshavn).
- "frå leddigen - Jakob Sande-dikt i færøysk tonedrakt - Hanus G. Johansen & Aldubáran. CD, udgivet 2006, 100 år efter at Jakob Sande var født.[1]
- Bouquet - Hanus G. Johansen & Aldubáran. CD, udgivet i 2000, samme år som Hanus G. fyldte 50 år.[2]
- Gaman og álvara - Hanus syngur Poul F. LP og kassetebånd i 1988. CD i 2008.[3]
- Ung um aldarmóti.[4]
- Syng bara við - Kristian Blak & children. Oprindelig udgivet som LP i 1985, senere udgivet som CD.
- Nósi - Kristian Blak (CD for børn)

## Hæder
- 2013 - Listavirðisløn Nólsoyar Páls på 75.000 kroner, 2013 var første gang denne pris blev givet, den blev etableret af Klaksvig's kommune[5]
- 2012 - Sømdargáva landsins (årlig ydelse på 20.000 kr. resten af livet, udbetales første gang i 2013)[6]
- Nomineret til Planet Awards 2012 í kategorien Bedste artist/gruppe[7]
- Nomineret til Planet Awards 2010 i kategorien Bedste artist/gruppe
- Nomineret til Planet Awards 2010 i kategorien Bedste album for CD'en Hørpuspælarin
- 2008 - Listavirðisløn Miðlahúsins (Mediehusets Kunstpris)[8]